# Рива Лигуре
Рива Лигуре (итал. Riva Ligure) је насеље у Италији у округу Империја, региону Лигурија.
Према процени из 2011. у насељу је живело 2496 становника. Насеље се налази на надморској висини од 13 м.

## Становништво
Према резултатима пописа становништва 2011. у општини је живело 2.861 становника.
| 1931. | 1936. | 1951. | 1961. | 1971. | 1981. | 1991. | 2001. | 2011. |
| ----- | ----- | ----- | ----- | ----- | ----- | ----- | ----- | ----- |
| 923   | 1.022 | 1.468 | 2.197 | 2.828 | 2.678 | 3.057 | 2.747 | 2.861 |